# Bully-les-Mines
Bully-les-Mines is een gemeente in het Franse departement Pas-de-Calais (regio Hauts-de-France). De plaats maakt deel uit van het arrondissement Lens. Bully-les-Mines telde op 1 januari 2022 12.172 inwoners.

## Geografie
De oppervlakte van Bully-les-Mines bedroeg op 1 januari 2022 7,66 vierkante kilometer; de bevolkingsdichtheid was toen 1.589 inwoners per km².

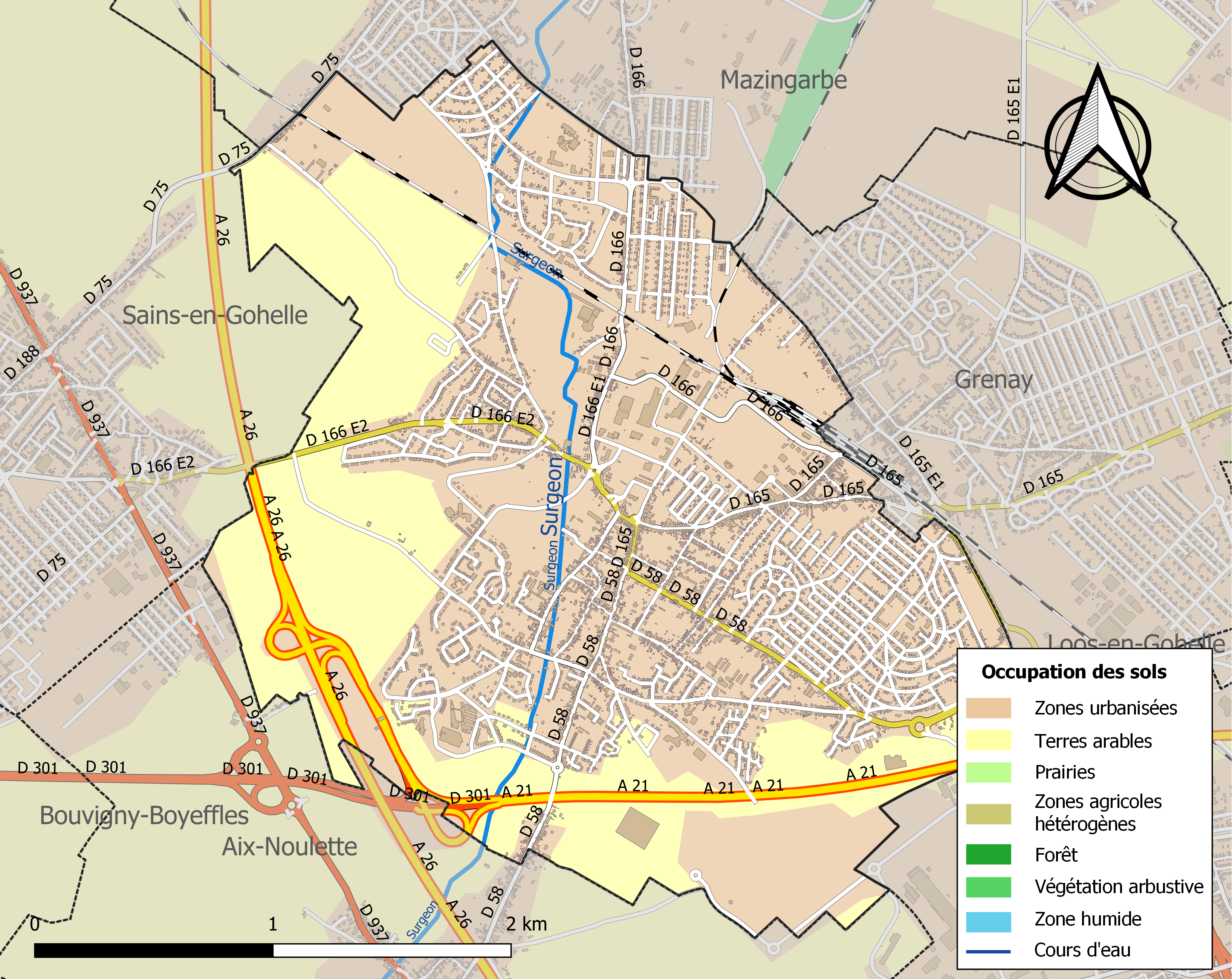
Kaart van de gemeente met belangrijkste infrastructuur, bodemgebruik en omliggende gemeenten

## Demografie
Onderstaande figuur toont het verloop van het inwonertal (bron: INSEE-tellingen).

## Gemeenteverbanden
- Elsdorf, sinds 1990
- Wisła, sinds 2004

## Geboren
- Joachim Eickmayer (11 januari 1993), voetballer
- David Faupala (11 februari 1997), voetballer